# آسیب شغلی
آسیب شغلی (انگلیسی: Occupational injury) به معنی صدمات بدنی ناشی از کار است. اندام‌هایی از بدن که بیشتر در معرض آسیب شغلی هستند، عبارتند از ستون فقرات، دست‌ها، سر، شش‌ها، چشم‌ها، استخوان‌بندی، و پوست. آسیب‌های شغلی می‌توانند در اثر خطرات شغلی ناشی از کار (فیزیکی، مواد شیمیایی، زیست‌شناسی، یا روان‌شناختی)، از قبیل دما، نویز، گزش حشرات یا گاز گرفتن حیوان، انتقال بیماری از طریق خون، هواپخش، مواد شیمیایی خطرناک، پرتو، و فرسودگی شغلی ایجاد گردد. در حالیکه روش‌های پیشگیری قابل استفاده هستند، هنوز صدمات زیادی به علت ارگونومی ضعیف، جابجایی دستی بارهای سنگین، استفاده نادرست از تجهیزات، خطرات عمومی و آموزش ایمنی ناقص، وجود دارد.

## در سراسر جهان
برآورد شده‌است که در سراسر جهان سالانه بیش از ۳۵۰٬۰۰۰ مرگ و میر در محل کار و بیش از ۲۷۰ میلیون آسیب در محل کار وجود دارد. در سال ۲۰۰۰ حدود ۲٫۹ میلیارد کارگر در سراسر جهان وجود داشت. آسیب‌های شغلی منجر به از دست دادن ۳٫۵ سال زندگی سالم برای هر ۱۰۰۰ کارگر می‌شود. ۳۰۰۰ از آسیب‌های شغلی منجر به مرگ و میر شد.
شایعترین مشاغل مرتبط با این خطرات در سراسر جهان بسته به صنایع عمده در یک کشور خاص متفاوت می‌باشند. در کل، خطرناک‌ترین مشاغل در کشاورزی، ماهیگیری، و جنگلداری می‌باشد. در کشورهای توسعه یافته تر، شغل ساخت و ساز و تولید با افزایش میزان آسیب‌های ستون فقرات، دست و مچ دست مرتبط می‌باشد.

## ایالات متحده
در ایالات متحده در سال ۲۰۱۲، ۴۳۸۳ کارمند در اثر آسیب‌های شغلی جان باخته‌اند، که ۹۲ درصد آن‌ها مردان بوده، و حدود ۳ میلیون آسیب و بیماری‌های غیرکشنده گزارش شده‌است که هزینه‌های کسب و کار از دست دادن جمعی از ۱۹۸٫۲ میلیارد دلار و ۶۰ میلیون روز کاری می‌باشد. در سال ۲۰۰۷، ۵۴۸۸ نفر از کارکنان در اثر آسیب‌های شغلی جان باختند، ۹۲٪ آن‌ها مرد و ۴۹٬۰۰۰ نفر از آسیب‌های مربوط به کار جان خود را از دست دادند. NIOSH برآورد می‌کند که ۴ میلیون کارگر در ایالات متحده در سال ۲۰۰۷ از آسیب‌ها یا بیماری‌های ناشی از کار غیرقابل تحمل رنج می‌برد.
طبق داده‌های مؤسسه ملی ایمنی و بهداشت شغلی (NIOSH) و اداره آمار کار (BLS)، روزانه در ایالات متحده، به‌طور متوسط ۱۵ کارمند در اثر آسیب جراحتی جان خود را از دست می‌دهند و به‌علاوه اینکه ۲۰۰ کارگر در بیمارستان بستری می‌شوند.
در یک مطالعه در ایالت واشینگتن، کارکنان مجروح به مدت ۱۴ سال به منظور تعیین اثرات درازمدت آسیب‌های کار بر اشتغال پیگیری شدند. آسیب‌های کار به‌طور متوسط ۱/۰۶ سال بهره‌وری از دست رفته برای هر کدام از ۳۱۵۸۸ ادعاهای مجاز را در پی داشت.

### بخش‌های خطرناک
در ایالات متحده، اداره آمار کار (BLS) آمارهای گسترده‌ای در مورد حوادث و آسیب‌های محل کار ارائه می‌دهد. به عنوان مثال:

### آسیب‌های متداول
همان‌طور که در انگلستان، لیز خوردن‌ها، افتادن‌ها و سقوط‌ها متداول می‌باشند، ۲۰–۴۰٪ از آسیب‌های شغلی فلج‌کننده را تشکیل می‌دهند. اغلب این حوادث منجر به آسیب پشتی می‌شود که می‌تواند به یک معلولیت دائمی منتج شود. در ایالات متحده، ریسک بالای آسیب‌های پشتی در صنعت مراقبت‌های بهداشتی اتفاق می‌افتد. ۲۵٪ از آسیب‌های گزارش شده در کارکنان مراقبت‌های بهداشتی در ایالت پنسیلوانیا مربوط به درد کمر است. در میان پرستاران، شیوع کمردرد ممکن است به میزان ۷۲ درصد بیشتر به علت جابجایی بیماران باشد. خوشبختانه، با در دسترس بودن جرثقیل‌های بیمار، بهبود آموزش کارکنان و تخصیص زمان بیشتری برای انجام روند کار، می‌توان از برخی از این آسیب‌ها جلوگیری کرد. یکی دیگر از شایع‌ترین آسیب‌ها، سندرم تونل کارپ مرتبط با استفاده بیش از حد از دست و مچ دست می‌باشد. مطالعات در مورد گروهی از کارگران تازه استخدام شده تاکنون چنگش قوی، بلند کردن‌های تکراری اجسام بیش از ۱ کیلوگرم و استفاده از ابزارهای ارتعاشی را به عنوان فعالیت‌های ریسک بالا شناسایی کرده‌است.
علاوه بر این، قرار گرفتن در معرض سر و صدا در محل کار می‌تواند باعث کم شنوائی شود که در سال ۲۰۰۷، ۱۴٪ از بیماری‌های شغلی گزارش شده‌است. بسیاری از ابتکارات عمل برای جلوگیری از این نوع آسیب شغلی معمول ایجاد شده‌است. به عنوان مثال، برنامه Buy Quiet، کارفرمایان را تشویق می‌کند تا ابزار و ماشین آلاتی را خریداری کنند که سر و صدای کمتر تولید می‌کنند و جایزه Safe-in-Sound برای شناخت شرکت‌ها و برنامه‌هایی که در زمینه پیشگیری از افت شنوایی فعالیت بهتری دارند، ایجاد شده‌است.
تزریق تصادفی یا آسیب سوزن آسیبی متداول است که کارگران کشاورزی و دامپزشکان را آزار می‌دهد. اکثریت این آسیب‌ها در دست یا پاها رخ می‌دهد و می‌توانند واکنش‌های خفیف تا شدید، از جمله بستری شدن احتمالی را به همراه داشته باشند. با توجه به طیف گسترده‌ای از زیست‌شناسی‌های مورد استفاده در کشاورزی حیوانات، آسیب‌های سوزنی ممکن است به عفونت‌های باکتریایی یا قارچی، پارگی، التهاب موضعی، واکنش‌های واکسن / آنتی‌بیوتیک، قطع عضو، سقط جنین و مرگ و میر منجر شود. با توجه به تعاملات روزانه انسان و حیوان، آسیب‌های مرتبط با حیوانات، آسیب‌های شغلی کارگران کشاورزی نیز می‌باشد و مسئول عمده‌ترین آسیب‌های ناشی از کارگران در مزارع لبنی می‌باشد. علاوه بر این، سالانه حدود ۳۰ نفر از مرگ و میر مرتبط با گاو و اسب در ایالات متحده می‌میرند.

### کارکنان در معرض خطر
شاید مهم‌ترین عامل فردی که زمینه‌ساز افزایش خطر است، سن باشد. در ایالات متحده در سال ۱۹۹۸، ۱۷ میلیون کارگر بیش از ۵۵ سال داشتند و تا سال ۲۰۱۸ این جمعیت بیش از دو برابر خواهند بود. کارگران در این گروه سنی به احتمال زیاد از درد کمر رنج می‌برند که ممکن است تحت شرایط کاری که معمولاً کارگر جوان تر را تحت تأثیر قرار نمی‌دهد، بدتر شود. کارگران سالمند بیشتر احتمال دارد که در یک سقوط حین ساخت و ساز کشته شوند. آن‌ها همچنین در معرض خطر بیشتر آسیب ناشی از افت شنوایی مرتبط با سن، کاهش بینایی و استفاده از داروهای تجویزی متعدد که با میزان بالای آسیب‌های کار مرتبط است، قرار گیرند. علاوه بر سن، دیگر عوامل خطر فردی برای آسیب، شامل چاقی به ویژه خطر مرتبط با آسیب پشتی و افسردگی می‌باشد.
فقدان آموزش و پرورش مناسب نیز می‌تواند زمینه‌ساز آسیب‌های شغلی یک فرد شود. برای مثال، آگاهی محدودی در مورد آلودگی سوزنی در میان کارگران کشاورزی وجود دارد و نیازمند برنامه‌های جامع برای جلوگیری از آسیب‌های سوزنی در نگهداری حیوانات می‌باشد. تکنیک‌های مناسب حمل حیوانات و آموزش یا تغذیه نیز می‌تواند خطر آسیب‌های حیوانات را کاهش دهد. زمان‌بندی مراقب، موقعیت، سرعت، جهت حرکت و صداهای ساخته شده بر رفتار یک حیوان و در نتیجه ایمنی مراقب تأثیر می‌گذارد. صنعت کشاورزی شروع به تمرکز بیشتر بر آموزش و پرورش مناسب کرده‌است و منابع مختلفی را برای تولیدکنندگان ایجاد کرده‌است. به عنوان مثال، سازمان‌هایی مانند مرکز بهداشت و ایمنی زیست‌محیطی در غرب میانه (UMASH) انواع مختلفی از برگه‌های اطلاعاتی و فیلم‌های آموزشی را به راحتی به صورت آنلاین در دسترس قرار داده‌اند. علاوه بر این، سازمان‌هایی مانند گواهینامه گوشت گوسفند، سمینارها و نمایشگاه‌های آموزشی تغذیه برگزار می‌کنند.

### آیین‌نامه‌ها
در ایالات متحده، اداره ایمنی و بهداشت شغلی (OSHA) استانداردهای ملی را برای ایمنی شغلی در تمام بخش‌ها تنظیم و اجرا می‌کند.

## تایوان
در تایوان، ۱۴۲۶۱ آسیب شغلی در سال ۲۰۱۰ ثبت شده‌است. ۴۵٪ از این موارد مربوط به ضربه به اندام فوقانی می‌باشد.

## پیشگیری
روش‌های بسیاری برای پیشگیری یا کاهش آسیب‌های صنعتی وجود دارد از جمله پیش‌بینی مشکلات توسط ارزیابی ریسک، آموزش ایمنی، بندهای کنترل، یگان حفاظت تجهیزات حفاظت شخصی، مکانیسم‌های ماشین آلات و موانع ایمنی. علاوه بر این، مشکلات گذشته را برا پیدا کردن علل ریشه‌ای با استفاده از تکنیکی به نام آنالیز علت ریشه‌ای می‌توان مورد تجزیه و تحلیل قرار داد. در بررسی کاکرینای ۲۰۱۳ شواهدی کیفیت پایین یافت شد که نشان می‌دهد بازرسی‌ها، به ویژه بازرسی‌های متمرکز، می‌توانند در دراز مدت آسیب‌های مربوط به کار را کاهش دهند.